# Niederaichbach
Niederaichbach je německá obec, ležící v zemském okrese Landshut na řece Isar v Bavorsku, která má okolo čtyř tisíc obyvatel. První písemná zpráva pochází z roku 1334, kdy Niederaichbach patřil rodu Aichpecků, od nichž také převzal svůj znak. Nachází se zde zámek ze 17. století, farní kostel svatého Josefa a kostel svatého Mikuláše, městské muzeum a soukromé muzeum kávových konvic.

## Ekonomika
Poblíž obce vede dálnice A92. Místní ekonomika stojí převážně na energetice: v roce 1951 byla zprovozněna vodní elektrárna a v roce 1972 jaderná elektrárna, která byla z bezpečnostních důvodů odstavena v roce 1974 a od roku 1979 funguje na jejím místě jaderná elektrárna Isar se dvěma bloky, z nichž jeden byl roku 2011 uzavřen, druhý by měl být v provozu do roku 2022.

## Části obce
- Bergham
- Bergsdorf
- Egl
- Froschgrub
- Gadham
- Gaishof
- Goldern
- Grafenöd
- Grub
- Haag
- Haid
- Höhenberg
- Hüttenkofen
- Hutzenthal
- Impenbach
- Klang
- Kollersöd
- Lehen
- Niederaichbach
- Oberaichbach
- Oberholz
- Oberskirchen
- Paring
- Reichersdorf
- Ruhmannsdorf
- Schlegelberg
- Taschenmais
- Thalham
- Thannenbach
- Wimm
- Wolfsbach

## Partnerské obce
- Bobritzsch-Hilbersdorf